# Hideo Yagi
Hideo Yagi (八木 日出雄?, Yagi Hideo; Kōbe, 1899 – 6 maggio 1964) è stato un esperantista giapponese.

## Biografia
Nacque nel quartiere Nada di Kōbe, in Giappone.
Insegnò presso la facoltà di medicina dell'Università di Okayama e diresse un istituto contro il cancro.
Yagi apprese l'esperanto nel 1914; nel 1919 fondò un gruppo esperantista in seno al Terzo collegio nazionale, e nel 1920 iniziò a pubblicare la sua rivista, Libero.
Dal 1959 fu membro del consiglio direttivo dell'Associazione universale esperanto (Universala Esperanto Asocio, o UEA); dal 1962 al 1964, anno in cui morì, ne fu presidente.
Il 50º Congresso universale di esperanto, che si tenne a Tokyo nel 1965, fu principalmente una sua iniziativa.

## Opere
- Kurslibro de Esperanto, 1921
- Japana-Esperanta Vortareto (con Sakurada, Yasuda, Okumura), 1922
- Fremdlingva Problemo en Japanujo, 1924.

| Controllo di autorità | VIAF (EN) 252572779 · ISNI (EN) 0000 0003 7569 3334 · GND (DE) 1043428186 · NDL (EN, JA) 00091567 |